# Île Graham (Nunavut)
Pour les articles homonymes, voir île Graham.
L'île Graham (en anglais Graham Island) est une île de l'archipel arctique canadien dans le Nunavut au Canada, au large de l'île Ellesmere.  Elle est située par 77°25'N 90°30'W et a une superficie de 1.378 km².

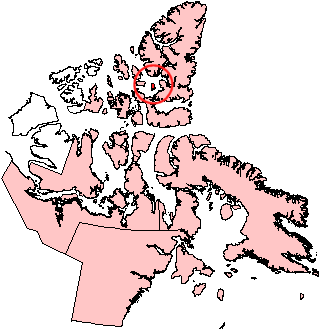
Ile Graham, (Nunavut en rose)
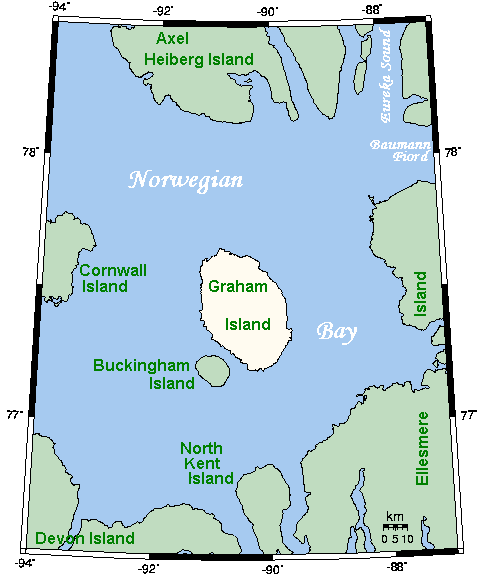
Carte détaillée île Graham